# Domingo no Palco
Domingo no Palco era um programa da extinta Rede Manchete apresentado por Luiz Bacci e Isabella Veiga entre 1997 e 1998. Das 12:00 as 14:00 ao vivo e com público, era voltado para as crianças com brincadeiras, desenhos e entrevistas.
As escolhas dos apresentadores do Domingo no Palco foi feita pelo diretor Homero Salles com base em experiências com os dois apresentadores. Luiz Fernando Bacci era locutor em Mogi das Cruzes e havia dado uma entrevista para Jô Soares no também extinto programa "Jô Soares Onze e Meia", e se destacou com respostas rápidas e criativas. Isabella Veiga fazia quadros nos programas Hot Hot Hot, comandado por Silvio Santos e Papo de Criança, comandado por Gugu Liberato, e também chamou atenção por seu rosto angelical, desenvoltura e voz forte.
Homero foi chamado pela Manchete para um projeto bem pretensioso: ocupar as tardes de Domingo da emissora com uma programação que pudesse atender toda a família brasileira. Visando agradar as crianças, lembrou-se de Luiz e Isabella para comandar a atração.
O Domingo Milionário era dividido em três seguimentos. Tendo como apresentadores do seguimento jovem Luiz Thunderbird e Marcelo Augusto e do seguimento adulto Jota Silvestre a frente do primeiro programa da televisão brasileira a oferecer 1 milhão de reais em barras de ouro.
Atualmente Homero é do Comite Artístico, Luiz Bacci é apresentador e Isabella Veiga é atriz e atua em peças de teatro